# Borrastre
Borrastre es una localidad española del municipio de Fiscal, perteneciente a la provincia de Huesca, en la comunidad autónoma de Aragón.

## Historia
Hacia mediados del siglo XIX, el lugar, por entonces con ayuntamiento propio, tenía contabilizada una población de 71 habitantes. Aparece descrito en el cuarto volumen del Diccionario geográfico-estadístico-histórico de España y sus posesiones de Ultramar de Pascual Madoz con las siguientes palabras:

BORRASTRE: l. con ayunt. de la prov. de Huesca (14 leg.), part. jud. de Boltaña (2 1/2), adm. de rent. de Jaca (7), aud. terr. y c. g. de Zaragoza (24), dióc. de Barbastro (10): sit. en la ribera del l. de Fiscal, á la libre influencia de todos los vientos, goza de un clima muy sano; se compone de 10 casas de miserable construccion, separadas unas de otras, en calles mal empedradas, y una igl. parr. bajo la advocacion de San Bartolomé, aneja de la del Fiscal, servida por el cura de la matriz; el cementerio está en parage ventilado. Confina el térm. N. el r. Ara; E. Sanjuste; S. monte de Cancias, y O. Fiscal, estendiéndose sus lím. como una hora de long. y 1/2 de lat., y en ellos comprende unas 90 fan. de tierra de cultivo con 2 mas nuevamente roturadas que producian bojes y aliagas. El terreno participa de monte y llano, pero es flojo, pedregoso y poco productivo, pues aunque pasa el r. Ara á 1/2 cuarto de hora dist. del pueblo, solo riega un pequeño pedazo de 3 yuntas de tierra destinado para huerta, y da impulso con sus aguas á las ruedas de un molino harinero; otro arroyo inmediato que le cruza nombrado el barranco de Borrastre que tiene su origen en la peña de Cancias, es de tan escaso caudal, que no aprovecha para el riego, y sus aguas sirven para el surtido y uso comun del vecindario y abrevadero de ganados; tiene un bosque arbolado de pinos y hayas útiles para el combustible. Los caminos son locales y de herradura. prod.: trigo, mistura, avena, espriella, judias, maiz, cáñamo y algunas frutas; mas todo con tanta escasez, que no son suficientes para el abasto del pueblo, cuyos moradores se ven precisados á abandonarlo en ciertas estaciones para proporcionarse el sustento en otros del bajo Aragon; cria poco ganado lanar y cabrio, alguna caza de perdices y pesca de truchas en el r. Ara. ind.: la del molino harinero. pobl.: 7 vec., 71 alm. contr.: 956 rs. 19 mrs. El presupuesto municipal asciende á 95 rs. que se cubre con los fondos de propios.
(Madoz, 1846, p. 415)

El municipio de Borrastre desapareció de cara al censo de 1857 y el término pasó a formar parte del de Fiscal.

## Demografía
En 2023, la entidad singular de población tenía empadronados 33 habitantes y el núcleo de población, también 33.
| \| 1992 \| 1994 \| 1996 \| 1998 \| 2000 \| 2002 \| 2004 \| 2006 \| — \| \| ---- \| ---- \| ---- \| ---- \| ---- \| ---- \| ---- \| ---- \| - \| \| — \| — \| — \| — \| 18 \| 16 \| 20 \| 19 \| — \| |      |      |      |      |      |      |      |   |
| 1990- : población de derecho |      |      |      |      |      |      |      |   |
| 1992 | 1994 | 1996 | 1998 | 2000 | 2002 | 2004 | 2006 | — |
| — | —    | —    | —    | 18   | 16   | 20   | 19   | — |

## Patrimonio

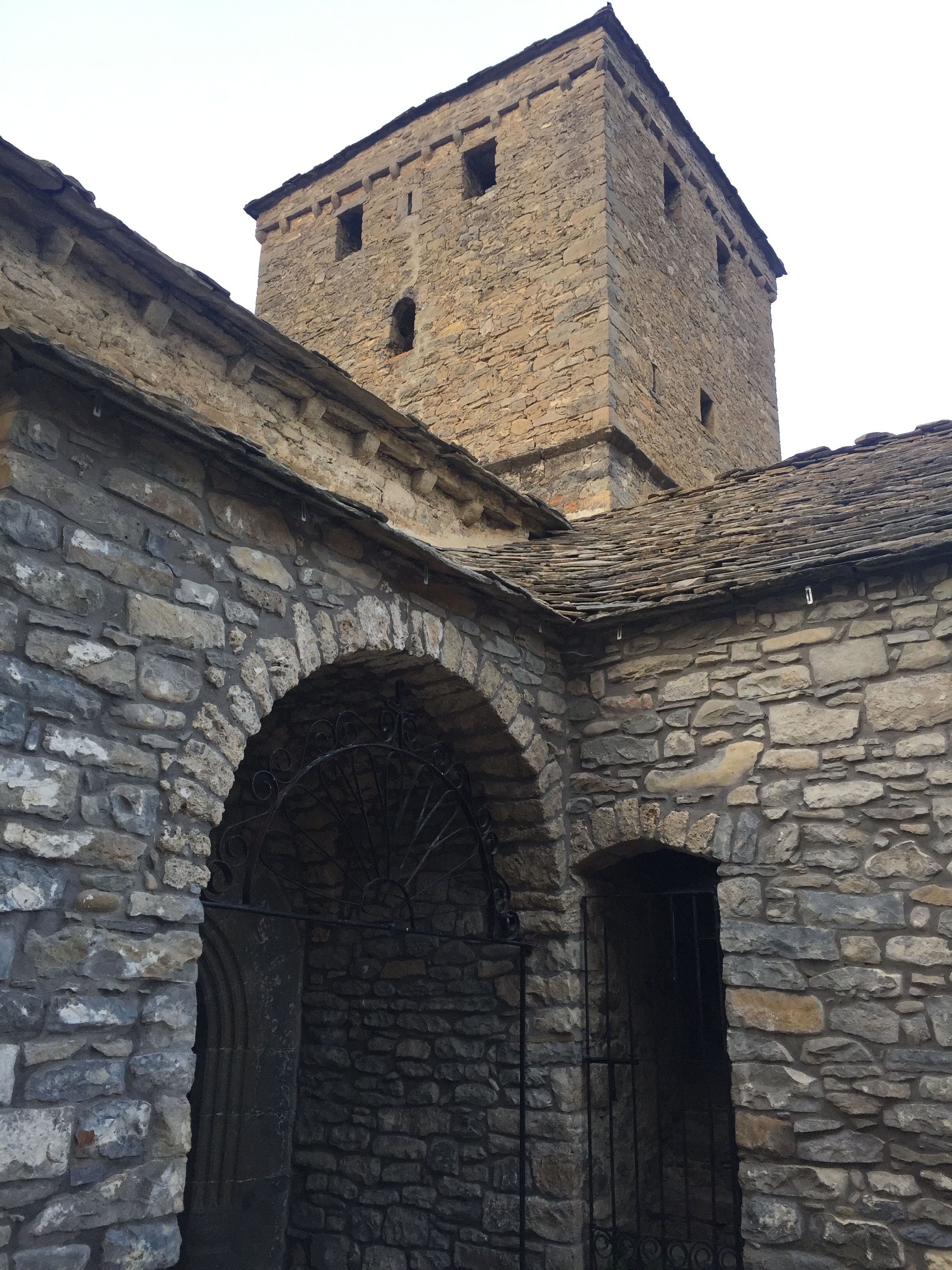
La iglesia de San Bartolomé

Hay en la localidad una iglesia de San Bartolomé.